# Max Bergmann
Max Bergmann foi um pintor alemão (1884-1955), nasceu em 1884 em Fürstenberg/Oder (hoje Eisenhüttenstadt), estado de Brandemburgo, Alemanha. Max Bergmann era conhecido principalmente como pintor de animais. Suas representações realistas de animais foram frequentemente atribuídas ao Impressionismo tardio. Também dignos de nota são seus - menos conhecidos - retratos, interiores, nus e paisagens.

## Vida
Depois de terminar o ensino médio, estudou pintura em Berlim e Munique. Ele estudou na aula de pintura de nus de Ludwig von Herterich e em 1906 tornou-se aluno de mestrado do pintor de animais Heinrich von Zügel. Max Bergmann fez diversas viagens a outros países europeus. Durante uma visita de estudo a Paris em 1910, conheceu o pintor Marcel Duchamp, que visitou em Munique dois anos depois.
Em 1912, Bergmann mudou-se para Haimhausen. Em 1914 ele se casou com Dorothea Karstadt. O casamento gerou três filhos. O filho Klaus também se tornou pintor.
Bergmann foi recrutado na Primeira Guerra Mundial. Em 1916, ele e sua esposa compraram a propriedade Buttersack. Em 1925 abriu uma escola particular de pintura, com a qual deu continuidade à tradição da instituição Buttersack. Os alunos integraram-se bem com o ambiente da aldeia e deram-lhe um carácter muito próprio e encantador.
Ele passou muitos verões com seus alunos em Wöhrt am Rhein, assim como havia feito com seu professor Zügel. Wörth era uma vila de pintura bem conhecida para pintores ao ar livre.
Participou regularmente em exposições, nomeadamente na Haus der Kunst.
Ele morreu em 1955 e foi enterrado no cemitério de Ottershausen.
O município de Haimhausen deu o nome de Bergmann a uma rua. Duas pinturas de animais são propriedade do Haimhauser Heimatmuseum.

## Internacional
No Brasil, é conhecido por ter sido o professor de Arthur Nísio, renomado pintor paranaense, em um curso especial de desenho de animais na Alemanha.  